# Chirpăr
Chirpăr (in ungherese Kürpöd, in tedesco Kirchberg) è un comune della Romania di 1533 abitanti, ubicato nel distretto di Sibiu, nella regione storica della Transilvania. 
Il comune è formato dall'unione di 4 villaggi: Chirpăr, Săsăuș (Sachsenhausen), Vărd (Werdt), Veseud (Ziedt).